# Jocurile Olimpice de iarnă din 2002
A XIX-a ediție a Jocurilor Olimpice de iarnă s-a desfășurat la Salt Lake City, Utah, SUA. Emblema olimpică este reprezentată de un cristal de zăpadă sub care sînt desenate inelele olimpice cu înscrisul „SALT LAKE 2002”. Culorile: galben, portocaliu și bleu. Mascota olimpică reflectă deviza olimpică Citius, Altius, Fortius (Mai repede, mai sus, mai puternic); trei animale: Powder – un iepure alb, Copper – un coiot, Coal – un urs brun, au fost alese să reprezinte simbolic această deviză.

## Organizare
- Orașe candidate: Östersund (Suedia), Ville de Québec (Canada) și Sion (Elveția).
- Salt Lake City a fost ales drept oraș gazdă la 16 iunie 1995 la cea de-a 104-a sesiune a CIO de la Budapesta.
- Au fost primele Jocuri sub președinția lui Jacques Rogge.
- Fiind primele Jocuri Olimpice desfășurate după evenimentele de la 11 septembrie, măsurile de securitate au fost fără precedent.
- Ceremonia a fost deschisă de o gardă de onoare a sportivilor americani, însoțiți de politiștii și pompierii din New York.
- Pentru prima dată în istoria Jocurilor Olimpice de iarnă, flacăra olimpică a fost aprinsă de o echipă, naționala de hochei a SUA.
- Pentru prima dată, proba de bob feminin echipaj de două persoane face parte din programul olimpic.

## Evenimente marcante
- Estonia și Croația au câștigat prima lor medalie olimpică la Jocurile Olimpice de iarnă.
- China și Australia au câștigat prima lor medalie olimpică de aur la Jocurile Olimpice de iarnă.
- După o operație la genunchi și o lungă recuperare, croata Janica Kostelic câștigă trei medalii de aur și una de argint la schi alpin devenind prima schioară care cîștigă patru medalii în decursul aceleiași ediții a jocurilor.
- După 50 de ani de așteptare, echipa de hochei pe gheață a Canadei devine campioană olimpică învingînd SUA cu scorul de 5-2.
- Schiorul norvegian Kjetil André Aamodt devine cel mai medaliat schior din istoria jocurilor olimpice.
- Norvegianul Ole Einar Bjorndalen a devenit primul biatlonist care a cucerit toate cele patru medalii de aur ale disciplinei.

## Sporturi
- Biatlon
- Bob
- Combinata nordică
- Curling
- Hochei pe gheață
- Patinaj artistic
- Patinaj viteză
- Patinaj viteză pe pistă scurtă
- Sanie
- Sărituri cu schiurile
- Schi acrobatic
- Schi alpin
- Schi fond
- Scheleton
- Snow-board

## Clasamentul pe medalii
(Țara gazdă apare marcată.)
| Poz. | Țară                       | Aur | Argint | Bronz | Total |
| 1    | Norvegia                   | 13  | 5      | 7     | 25    |
| 2    | Germania                   | 12  | 16     | 8     | 36    |
| 3    | Statele Unite ale Americii | 10  | 13     | 11    | 34    |
| 4    | Canada                     | 7   | 3      | 7     | 17    |
| 5    | Rusia                      | 5   | 4      | 4     | 13    |
| 6    | Franța                     | 4   | 5      | 2     | 11    |
| 7    | Italia                     | 4   | 4      | 5     | 13    |
| 8    | Finlanda                   | 4   | 2      | 1     | 7     |
| 9    | Țările de Jos              | 3   | 5      | 0     | 8     |
| 10   | Austria                    | 3   | 4      | 10    | 17    |

## România la JO 2002
România a participat cu o delegație de 20 de sportivi. Drapelul țării la ceremonia de deschidere a fost purtat de sportiva Eva Tofalvi. Rezultatele au fost slabe, România nu a obținut nici un punct iar obiectivul minimal a unor clasări în primele 20 de locuri în diverse probe, nu a fost atins. La sanie și bob feminin, echipele s-au clasat în primele 20 de locuri dar în condițiile în care la startul probelor respective au fost înscrise mai puțin de 20 de echipaje.

## Fapt divers
- Singurul membru al delegației Insulelor Bermude, Patrick Singleton, a defilat doar în șort la ceremonia de deschidere.
- Olimpiada a fost marcată de două scandaluri: trei cazuri de dopaj, cele mai multe din istoria Jocurilor Olimpice pentru o singură Olimpiadă și amenințările cu boicotul venite din partea Rusiei și Coreei de Sud din cauza arbitrilor.
- Într-un top al celor mai frumoase și al celor mai urâte momente ale acestor Jocuri Olimpice alcătuit de BBC, momentul cel mai frumos a fost considerat victoria sportivul australian Steven Bradbury, care a câștigat medalia de aur la short track, în proba de 1.000 de metri, după ce ceilalți patru concurenți au căzut la ultima curbă înainte de linia de sosire. Cel mai urât moment a fost considerat subiectivitatea arbitrilor în unele sporturi olimpice. Cel mai bun lucru l-au constituit Munții Wasatch Front, care au oferit un peisaj minunat pentru Jocurile Olimpice. Cel mai rău lucru a fost declarată taxa de 18% adăugată fiecărei note de plată pentru confortul dumneavoastră.